# Airborne
Airborne es el sexto álbum de estudio del grupo de Rock Progresivo Curved Air. Fue producido por Dennis Mackay
y Curved Air y publicado por "BTM Records" en 1976.
El álbum fue registrado en los estudios "Trident" en 1976 por el ingeniero de grabación Nick Bradford y masterizado
por Ray Staff. La dirección artística fue realizada por Nicholas Dawe, mientras que el diseño e ilustración originales
fueron de Ean Taylor y la fotografía fue realizada por Steve Garfoth.
"Airborne" fue, además, el último álbum registrado por Curved Air en la década del '70. Luego de la publicación de
dicho álbum, Darryl Way fue reemplazado por Alex Richman, Sonja Kristina formó "Sonja Kristina´s Escape" y Stewart Copeland
fundó The Police.
"Airborne" fue reeditado en CD incluyendo el sencillo "Baby, Please Don't Go", compuesto por Big Joe Williams, como bonus track. 

## Canciones
1. "Desiree" (Mick Jacques/Stewart Copeland/Sonja Kristina) - 3:12
2. "Kids to Blame" (Stewart Copeland/Norma Tager) - 3:19
3. "Broken Lady" (Tony Reeves/Sonja Kristina) - 3:13
4. "Juno" (Darryl Way) - 3:23
5. "Touch of Tequila" (Tony Reeves/Mick Jacques/Sonja Kristina) - 3:49
6. "Moonshine" (Darryl Way) - 11:36
7. "Heaven (Never Seemed So Far Away)" (Stewart Copeland/Stuart Lyons) - 3:18
8. "Hot And Bothered" (Mick Jacques/Norma Tager) - 2:53
9. "Dazed" (Darryl Way) - 4:17

## Personal
- Sonja Kristina: Voces. Producción en "Hot and Bothered".

- Darryl Way: Violín. Producción en "Hot And Bothered".

- Mick Jacques: Guitarras. Producción en "Hot And Bothered".

- Tony Reeves: Bajo y teclados. Producción en "Hot And Bothered".

- Stewart Copeland: Batería y percusión (En el álbum, los instrumentos son mencionados como "Artillería Pesada").

(Acreditado como "Stuart Copeland"). Producción en "Hot And Bothered".
- Robin Lumley: piano en "Broken Lady".

- Alan Skidmore: saxofón en "Hot And Bothered.

- Henry Lowther: trompeta en "Hot And Bothered".

- Frank Ricotti: congas.

- Jack Emblow: acordeón en "Broken Lady".

- Bob Sargeant: órgano en "Desiree" y "Kids to Blame".

- Dennis Mackay: productor, excepto en "Hot And Bothered".

- Nick Bradford: ingeniero de grabación.

- Ray Staff: masterización.